# Saint-Aubin-de-Bonneval
Saint-Aubin-de-Bonneval è un comune francese di 163 abitanti situato nel dipartimento dell'Orne nella regione della Normandia.

## Società

### Evoluzione demografica
Abitanti censiti